# Kirijaji, Hunsur
Kirijaji là một làng thuộc tehsil Hunsur, huyện Mysore, bang Karnataka, Ấn Độ.